# League of Legends
League of Legends (abreviado como LoL e comumente referido como League) é um jogo eletrônico do gênero multiplayer online battle arena (MOBA) desenvolvido e publicado pela Riot Games. Foi lançado em outubro de 2009 para Microsoft Windows e em março de 2013 para macOS. Inspirado em Defense of the Ancients (DotA), uma modificação de Warcraft III, os fundadores da Riot buscaram desenvolver um jogo autônomo do mesmo gênero. Desde o seu lançamento, o título é gratuito para jogar e monetizado por meio de personalização de personagens, a qual é obtenível através de uma moeda virtual comprável com dinheiro real.
No jogo, duas equipes de cinco jogadores batalham em um combate jogador contra jogador (PvP), com cada equipe ocupando e defendendo sua metade do mapa. Cada um dos dez jogadores controla um personagem, conhecido como "campeão", com habilidades únicas e diferentes estilos de jogo. Durante uma partida, os campeões se tornam mais poderosos ao coletarem pontos de experiência, ganharem ouro e comprarem itens a fim de derrotar a equipe adversária. No modo principal, Summoner's Rift, o objetivo primário é avançar até a base inimiga e destruir uma grande estrutura localizada em seu centro, sob o nome de "Nexus".
Em seu lançamento, League of Legends recebeu várias avaliações positivas dos críticos, que destacaram a acessibilidade, design de personagens e valor de produção. Sua longa vida útil resultou em uma reavaliação crítica, também com análises positivas. Por outro lado, o comportamento negativo e abusivo de seus jogadores, criticado desde o seu lançamento, persiste, apesar das tentativas da Riot de corrigir o problema. Em 2019, o título atingiu o pico de oito milhões de jogadores simultâneos, com sua popularidade levando a conexões com outras mídias, tais como vídeos musicais, histórias em quadrinhos, contos e na série de televisão animada Arcane. Seu sucesso também gerou vários jogos derivados, incluindo uma versão para celular.
League of Legends é frequentemente citado como o maior esporte eletrônico do mundo, com um cenário competitivo internacional composto por doze ligas. As ligas nacionais culminam no anual Campeonato Mundial de League of Legends; a final da edição de 2021 teve uma audiência de mais de 73 milhões de telespectadores. Os eventos nacionais e internacionais são transmitidos em sites de live streaming como a Twitch, YouTube e Bilibili, bem como em canais de esportes por assinatura ESPN e SporTV.

## Jogabilidade

Quatro campeões na rota inferior de Summoner's Rift, cercados por minions. As barras de vida vermelhas indicam jogadores adversários.

League of Legends é um jogo eletrônico do gênero multiplayer online battle arena (MOBA) no qual o jogador, de uma perspectiva isométrica, controla um personagem (denominado "campeão") com um conjunto de habilidades únicas. Até março de 2024, havia 167 campeões disponíveis para serem jogados. No decorrer de uma partida, os campeões ganham níveis acumulando pontos de experiência (XP) ao matar inimigos. Itens podem ser adquiridos para aumentar a força dos campeões, e são comprados com ouro, que os jogadores acumulam passivamente ao longo do tempo e ganham ativamente derrotando minions, campeões ou estruturas defensivas do time adversário. No modo de jogo principal, Summoner's Rift, os itens são comprados por meio de uma loja, disponível para os jogadores apenas quando seu campeão está na base de sua equipe. Cada combinação é descontínua; níveis e itens não são transferidos de uma partida para outra.

### Summoner's Rift

Uma representação simplificada de Summoner's Rift. Os caminhos amarelos são as "rotas" pelas quais os minions marcham; pontos azuis e vermelhos representam torres. Outras torres estão nas áreas escuras dentro de cada base e ao lado de cada Nexus. A linha preta pontilhada indica o rio que divide os dois lados

Summoner's Rift é o principal modo de jogo de League of Legends e o mais proeminente a nível profissional. Ele possui um modo ranqueado competitivo, onde um sistema de matchmaking determina o nível de habilidade de um jogador e gera uma classificação inicial a partir da qual ele pode subir. Existem dez níveis, conhecidos como "elos"; os mais baixos são Ferro, Bronze e Prata, e os mais altos são Mestre, Grão-Mestre e Desafiante.
Duas equipes de cinco jogadores competem para destruir o "Nexus" do time adversário — uma grande estrutura que é protegida pelos campeões oponentes e por fortificações conhecidas como "torres". O Nexus de cada equipe está localizado em sua base — local onde os jogadores começam uma partida ou reaparecem após a morte. Personagens não jogáveis (NPCs), conhecidos como "minions", são gerados a partir do Nexus de cada equipe e avançam em direção à base inimiga ao longo de três rotas protegidas por torres: topo, meio e inferior. A base de cada equipe contém três "inibidores", um atrás da terceira torre do centro de cada rota. Destruir um dos inibidores da equipe inimiga faz com que minions aliados mais fortes surjam naquela rota e permite que a equipe de ataque possa danificar as duas últimas torres que protegem o Nexus inimigo, além do próprio Nexus caso as últimas torres sejam destruídas. As regiões entre as rotas, conhecidas coletivamente como "selvas", são habitadas por "monstros" que, de modo semelhante aos minions, reaparecem em intervalos regulares. Assim como os minions, os monstros fornecem ouro e XP quando são mortos. Outra classe de monstro mais poderosa reside dentro do rio que separa a selva de cada time. Como esses monstros concedem habilidades especiais ao time que os derrotarem, eles geralmente requerem vários jogadores para serem abatido. Por exemplo, uma equipe pode ganhar uma unidade aliada poderosa após matar o Arauto do Vale; aumentos de força permanentes matando dragões, e minions mais fortes e duradouros matando o Barão Na'Shor.
As partidas de Summoner's Rift podem durar de 15 minutos a mais de uma hora. Embora o jogo não imponha aonde os jogadores devam ir, um padrão estipulado surgiu ao longo de sua vida útil: normalmente um jogador vai na rota do topo, um na rota do meio, um na selva e dois na rota inferior. Os jogadores em uma rota matam minions para acumular ouro e XP (denominado como "farming") e tentam evitar que seu oponente faça o mesmo. Ao ficar forte o suficiente, o campeão que fica na selva, conhecido como "caçador", vaga pelo mapa auxiliando seus companheiros nas rotas.

### Outros modos
Além de Summoner's Rift, League of Legends possui dois outros modos de jogo permanentes. ARAM ("All Random, All Mid") é um modo cinco-contra-cinco como Summoner's Rift, mas em um mapa chamado Howling Abyss com apenas uma longa rota, sem área de selva e com campeões escolhidos aleatoriamente para os jogadores. Dado o pequeno tamanho do mapa, os jogadores devem estar vigilantes para evitar as habilidades inimigas.
Teamfight Tactics é um auto battler lançado em junho de 2019 e tornou-se um modo de jogo permanente no mês seguinte. Tal como acontece com outros em seu gênero, os jogadores constroem uma equipe e lutam para ser o último a sobreviver. Os jogadores não afetam diretamente o combate, mas posicionam suas unidades em um tabuleiro para que lutem automaticamente contra os oponentes a cada rodada. Teamfight Tactics está disponível para iOS e Android e possui um sistema de plataforma cruzada com os jogadores de Windows e macOS.
Outros modos foram disponibilizados temporariamente, normalmente alinhados aos eventos do jogo. O modo "Ultra Rápido e Furioso" (URF) esteve disponível por duas semanas como uma pegadinha do Dia da Mentira de 2014. No modo, as habilidades do campeão não possuem custo de recursos, os tempos de carregamento são significativamente reduzidos, a velocidade de movimento é aumentada, a cura é reduzida e os ataques são mais rápidos. Um ano depois, em abril de 2015, a Riot revelou que não havia trazido o modo de volta porque seu design desequilibrado resultou em um "esgotamento" do jogador. A desenvolvedora também disse que os custos associados à manutenção e balanceamento do URF eram muito altos. Outros modos temporários incluem "Todos Por Um" e "Blitz do Nexus". Em Todos Por Um, os jogadores escolhem um único campeão para todos os membros de sua equipe jogar. Em Blitz do Nexus, os jogadores participam de uma série de minijogos em um mapa compactado.

## Desenvolvimento

### Pré-lançamento

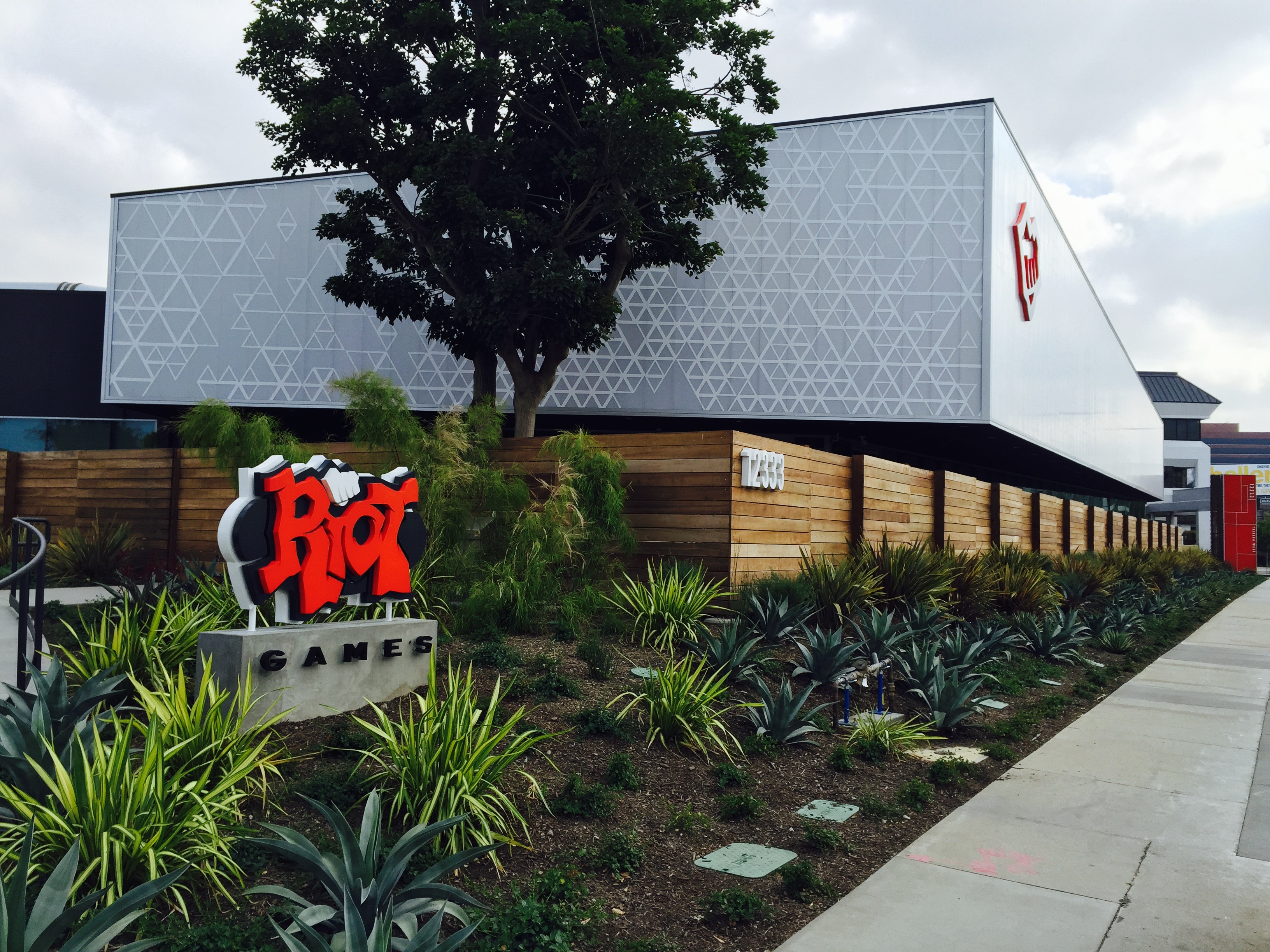
Sede da Riot Games em West Los Angeles (2015).

Os fundadores da Riot Games, Brandon Beck e Marc Merill, tiveram uma ideia de desenvolverem um sucessor espiritual de Defense of the Ancients (DotA). Sendo uma modificação (mod) para Warcraft III: Reign of Chaos, DotA exigia que os jogadores comprassem Warcraft III e instalassem um software personalizado; Brian Crecente, do The Washington Post, disse que o mod "carecia de um nível de polimento e era frequentemente difícil de ser encontrado e configurado". Phillip Kollar, da Polygon, observou que a Blizzard Entertainment ofereceu suporte a Warcraft III com um pacote de expansão, então mudou seu foco para outros projetos enquanto o jogo ainda possuía jogadores. Beck e Merill procuraram criar um jogo que tivesse suporte por um período significativamente mais longo.
Beck e Merill realizaram um torneio de DotA para alunos da Universidade do Sul da Califórnia, com o objetivo de recrutá-los posteriormente. Lá, eles conheceram Jeff Jew, mais tarde produtor de League of Legends. Jew estava muito familiarizado com DotA e passava grande parte do torneio ensinando os outros a jogar. Beck e Merill o convidaram para uma entrevista, e ele se juntou à Riot Games como estagiário. Beck e Merill recrutaram duas figuras envolvidas com DotA: Steve Feak, um de seus designers, e Steve Mescon, que dirigia um site de suporte aos jogadores. Feak disse que o desenvolvimento inicial foi altamente iterativo, comparando-o ao design de DotA.
Uma demonstração de League of Legends, construída no motor de jogo de Warcraft III, foi concluída em quatro meses e depois apresentada na Game Developers Conference de 2007. Lá, Beck e Merill tiveram pouco sucesso com investidores em potencial. As editoras ficaram confusas com o modelo de negócios free-to-play ("gratuito para jogar") do jogo e a falta de um modo para um jogador. O modelo free-to-play não foi testado fora dos mercados asiáticos, então as editoras estavam interessadas principalmente em um lançamento de varejo e na capacidade do jogo de ter uma sequência. Em 2008, a Riot chegou a um acordo com a Tencent para supervisionar o lançamento do jogo na China.
League of Legends foi anunciado em 7 de outubro de 2008, para Microsoft Windows. O teste beta fechado começou em abril de 2009. Após o lançamento da beta, dezessete campeões estavam disponíveis. A Riot inicialmente pretendia lançar o jogo com vinte campeões, mas dobrou o número antes de seu lançamento completo na América do Norte em 27 de outubro de 2009. O título completo do jogo foi anunciado como League of Legends: Clash of Fates; a Riot planejava usar o subtítulo para sinalizar quando um conteúdo futuro estivesse disponível, mas decidiu que isso era algo desnecessário e descartou a ideia antes do lançamento.

### Pós-lançamento
League of Legends recebe atualizações regulares no formato de patches. Embora os jogos anteriores, como o DotA, tivessem utilizado patches para garantir que nenhuma estratégia fosse dominada, os patches de League of Legends tornaram o acompanhamento das mudanças da desenvolvedora uma parte central do jogo. Em 2014, a Riot padronizou sua cadência de patches para uma vez aproximadamente a cada duas ou três semanas.
A equipe de desenvolvimento possui centenas de designers e artistas. Em 2016, a equipe de música tinha quatro compositores em tempo integral e uma equipe de produtores criando áudio para o jogo e seus materiais promocionais. Em 2021, o jogo possuía mais de 150 campeões, e a Riot Games periodicamente revisava o visual e a jogabilidade dos mais antigos da lista. Embora disponível apenas para Microsoft Windows no lançamento, uma versão do jogo para MacOS foi lançada em março de 2013.

### Modelo de receita
League of Legends usa um modelo de negócios gratuito para jogar. Diversas formas de personalização puramente cosmética — por exemplo, "skins" que mudam a aparência dos campeões — podem ser adquiridas após a compra de uma moeda do jogo, chamada Riot Points (RP). Skins possuem cinco níveis principais de preços, variando de 4 a 25 dólares. Como bens virtuais, eles possuem altas margens de lucro. Um sistema de loot boxes existe no jogo desde 2016; esses são "baús" virtuais que podem ser comprados, e contém itens cosméticos aleatórios. Esses baús podem ser comprados imediatamente ou adquiridos em um ritmo mais lento gratuitamente durante o jogo. A prática foi criticada como sendo parecida à jogos de azar. Em 2019, o CEO da Riot Games disse que esperava que as loot boxes se tornassem menos prevalentes na indústria. A Riot também experimentou outras formas de monetização. Em agosto de 2019, eles anunciaram um sistema de conquistas que pode ser adquirido com Riot Points. O sistema foi amplamente criticado por seu alto custo e baixa utilidade.
Em 2014, o analista da Ubisoft, Teut Weidemann, disse que apenas cerca de 4% dos jogadores de League of Legends pagavam por cosméticos — significativamente abaixo do padrão da indústria de 15 a 25%. Ele argumentou que o jogo só era lucrativo por causa de sua grande base de jogadores. Em 2017, o jogo teve uma receita de 2,1 bilhões de dólares; em 2018, um valor inferior de 1,4 bilhão de dólares ainda o posicionou como um dos jogos de maior receita daquele ano. Em 2019, o número subiu para 1,5 bilhão de dólares e, posteriormente, para 1,75 bilhão de dólares em 2020. De acordo com a revista Inc., os jogadores coletivamente obtiveram mais de três bilhões de horas jogadas todos os meses em 2016.

### Trama
Antes de 2014, os jogadores eram retratados no universo do jogo como líderes políticos, ou "Invocadores", comandando campeões para lutar nos Campos da Justiça — por exemplo, Summoner's Rift — para evitar uma guerra catastrófica. O sociólogo Matt Watson disse que a trama e o cenário foram desprovidos dos temas políticos encontrados em outros jogos de RPG, e apresentados em termos redutores de "bem contra o mal". No desenvolvimento inicial do jogo, a Riot não contratou escritores, e os designers escreviam biografias de personagens com apenas um parágrafo de tamanho.
Em setembro de 2014, a Riot Games reiniciou o universo fictício de League of Legends, removendo os invocadores da trama do jogo para evitar uma "estagnação criativa". Luke Plunkett, escrevendo para a Kotaku, disse que, embora a mudança incomodasse os fãs de longa data, ela foi necessária porque a base de jogadores do jogo havia crescido em tamanho. Logo após a reinicialização, a Riot contratou o escritor Graham McNeill, de Warhammer. Os contadores de histórias e artistas da Riot criam textos ilustrativos, adicionando "riqueza" ao jogo, mas muito pouco disso é visto como parte da jogabilidade normal. Em vez disso, esse trabalho fornece uma base para a expansão da franquia em outras mídias, como histórias em quadrinhos e jogos derivados. Os Campos da Justiça foram substituídos por um novo cenário fictício — um planeta chamado Runeterra. O cenário possui elementos de vários gêneros — do terror Lovecraftiano à tradicional espada e feitiçaria de fantasia.

## Recepção

### Inicial
League of Legends recebeu avaliações "geralmente favoráveis" em seu lançamento inicial, de acordo com o agregador de resenhas Metacritic. Muitas publicações observaram o alto valor de rejogabilidade do jogo. O revisor da Kotaku, Brian Crecente, admirou como os itens alteravam os estilos de jogo dos campeões. Quintin Smith, da Eurogamer, concordou, elogiando a quantidade de experimentação oferecida pelos campeões. Comparando-o com Defense of the Ancients, Rick McCormick, da GamesRadar+, disse que jogar League of Legends era "um voto pela escolha ao invés do refinamento".
Dadas as origens do jogo, outros revisores frequentemente compararam os aspectos dele com os de DotA. De acordo com a GamesRadar+ e a GameSpot, League of Legends seria familiar para aqueles que já haviam jogado DotA. O design de personagens inventivo do jogo e as suas cores vivas, o distinguia de seus concorrentes. Smith concluiu sua revisão observando que, embora não houvesse "muito espaço para negatividade", o objetivo da Riot de refinar o DotA ainda não havia sido realizado.
Embora Crecente tenha elogiado o modelo do jogo em ser gratuito para jogar, Ryan Scott, da GameSpy, criticou a rotina exigida para jogadores não pagantes desbloquearem os principais elementos da jogabilidade, chamando-a de inaceitável em um jogo competitivo. Alguns analistas disseram que o jogo era subdesenvolvido. Uma versão física do título estava disponível para compra nos varejistas; Kevin VanOrd, da GameSpot, disse que era uma compra desaconselhável porque o valor incluía 10 dólares de crédito para uma loja indisponível. O site alemão GameStar, notou que nenhum dos bônus dessa versão estava disponível até o final do período de lançamento e se recusou a realizar uma revisão completa. Steve Butts, da IGN, comparou o lançamento ao mau estado do lançamento de CrimeCraft no início de 2009; ele indicou que os recursos disponíveis durante a beta de League of Legends foram removidos no lançamento, mesmo para aqueles que compraram a versão de varejo. Muitos revisores notaram que as partidas demoravam desnecessariamente para encontrar jogadores, com longas esperas de fila, e a Game Revolution mencionou bugs frustrantes.
Alguns críticos abordaram a toxicidade no início da vida útil do jogo. Crecente escreveu que a comunidade era "isolada" e "chorona" ao perder. Butts especulou que League of Legends herdou muitos dos jogadores de DotA, que desenvolveu uma reputação de ser "notoriamente hostil" aos recém-chegados.

### Reavaliação
Atualizações regulares do jogo resultaram em uma reavaliação por parte de alguns meios de comunicação; uma segunda revisora da IGN, Leah B. Jackson, explicou que a revisão original do site havia se tornado "obsoleta". Duas publicações aumentaram suas pontuações originais: a GameSpot de 6 para 9, e a IGN de 8 para 9,2. A variedade oferecida pela lista de campeões foi descrita por Steven Strom, da PC Gamer, como "fascinante"; Jackson apontou que os personagens e suas habilidades eram "memoráveis". Embora os itens tenham sido originalmente elogiados no lançamento por outras publicações, como a Kotaku, a reavaliação de Jackson criticou a falta de diversidade e viabilidade dos itens, observando que os itens recomendados ao jogador pela loja do jogo eram essencialmente "obrigatórios" por causa de sua força.
Enquanto os revisores estiveram satisfeitos com a diversidade de estilos de jogo oferecidos pelos campeões e suas habilidades, Strom achava que as personagens femininas ainda se pareciam com "clones de Clash of Clans com tesão" em 2018. Dois anos antes da crítica de Strom, um designer de campeão respondeu às críticas dos jogadores de que uma jovem campeã não era convencionalmente atraente. Ele argumentou que limitar as campeãs femininas a um tipo de corpo era restritivo, e disse que houve progresso nos lançamentos recentes da Riot.
As comparações persistiram entre o jogo e outros do gênero. Tyler Hicks, da GameSpot, escreveu que novos jogadores pegariam o jeito de League of Legends mais rápido do que de DotA e que a remoção de habilidades baseadas em aleatoriedade tornava o jogo mais competitivo. Jackson descreveu a taxa de desbloqueio dos campeões de League of Legends como "um modelo de generosidade", mas menos do que a sequência de DotA, Dota 2 (2013), produzida pela Valve, na qual os personagens são desbloqueados por padrão. Strom disse que o jogo era mais rápido em comparação com as partidas "bocejantes" de Dota 2, mas mais demorado do que as partidas "intencionalmente acessíveis" do MOBA Heroes of the Storm (2015), da Blizzard Entertainment.

### Número de jogadores

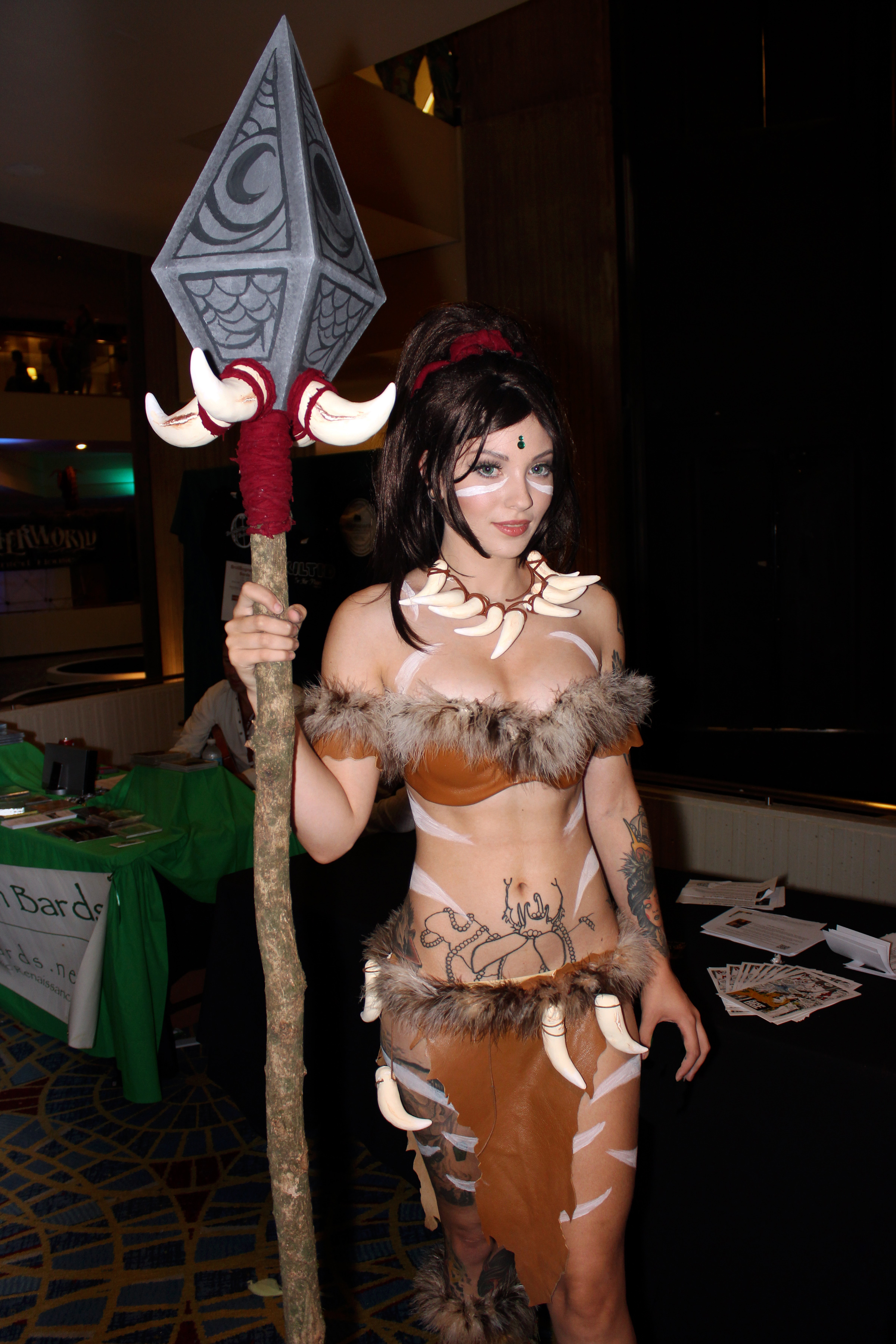
Uma cosplayer da campeã Nidalee, uma personagem do League of Legends.

Em um comunicado publicado em novembro de 2011, a Riot Games informou que League of Legends possuía 32,5 milhões de jogadores, sendo que 11,5 milhões jogavam mensalmente, e 4,2 milhões jogavam diariamente. Em julho de 2012, o número aumentou para 12 milhões de jogares ativos diariamente e 32 milhões de jogadores ativos mensalmente, sendo o jogo mais jogado do mundo. Em janeiro de 2014, o título possuía 27 milhões de jogadores ativos diariamente, com 7,5 milhões de jogadores simultâneos nos horários de pico e 67 milhões de jogadores ativos mensalmente. Em setembro de 2016, o número de jogadores mensais subiu para 100 milhões, com um artigo da Forbes analisando a popularidade do jogo da seguinte maneira: "Esse foco implacável apenas em um jogo singular, adicionando novos personagens, itens e ajustes ao mapa, criou o tipo de base de jogadores que continua crescendo ao longo do tempo." Em agosto de 2019, o jogo atingiu o pico de oito milhões de jogadores simultâneos e, segundo a Riot, "isso torna League o maior jogo de PC do mundo — é ainda maior do que os dez maiores jogos da Steam combinados". Em novembro de 2021, a Riot afirmou que League of Legends, junto com seus títulos derivados, possuía mais de 180 milhões de jogadores ativos mensalmente.

### Prêmios e indicações
Na Game Developers Choice Online Awards de 2010, o jogo recebeu quatro prêmios: "Melhor Tecnologia Online", "Melhor Design de Jogo", "Melhor Jogo Online Estreante" e "Artes Visuais". Na Golden Joystick Awards de 2011, venceu o prêmio de "Melhor Jogo Gratuito para Jogar". A música produzida para o jogo ganhou um Shorty Award, e recebeu uma indicação no Hollywood Music in Media Awards.
League of Legends recebeu prêmios por sua contribuição para os esportes eletrônicos. Ele foi indicado na categoria de "Melhor Jogo de eSports" no The Game Awards em 2017 e 2018, e, em seguida, ganhou em 2019, 2020 e 2021. Eventos específicos organizados pela Riot para torneios de esportes eletrônicos foram reconhecidos por cerimônias de premiação. Também no The Game Awards, a Riot venceu o prêmio de "Melhor Evento de eSports" pelos Campeonatos Mundiais de League of Legends de 2019, 2020 e 2021. No 39º Sports Emmy Awards em 2018, League of Legends ganhou na categoria "Excelência em Design Gráfico Ao Vivo" pelo Campeonato Mundial de 2017; como parte dos procedimentos de pré-competição, a Riot usou tecnologia de realidade aumentada para fazer um dragão gerado por computador voar pelo palco. League of Legends recebeu o prêmio de "Melhor Jogo de eSports do Ano" na edição de 2020 do Esports Awards.

## Comportamento dos jogadores
A base de jogadores de League of Legends possui uma reputação de longa data de "toxicidade" — comportamento negativo e abusivo no jogo. O redator Yannick Lejacq, escrevendo em 2015 para a Kotaku, relatou que o comportamento varia de xingamentos, insultos, termos homofóbicos e até ameaças de morte, principalmente em uma partida considerada mais competitiva, onde as tensões de ambas as equipes são elevadas. Lejacq também notou que a toxidade pode acontecer antes, durante e depois de uma partida, já que a então estrutura do jogo poderia ocasionar em conflitos por parte dos jogadores; por exemplo, em uma discordância inicial em seguir determinada rota. Em 2013, Yubo Kou e Bonnie Nardi, ambos professores da Universidade da Califórnia, apontaram que League of Legends poderia acarretar um comportamento antissocial, o que indica "interação agressiva, hostil, às vezes com palavrões", apesar de reconhecerem o esforço por parte da desenvolvedora de tentar lidar com o problema. Wesley Yin-Poole, da Eurogamer, disse que apesar de League of Legends ser "uma das grandes histórias de sucesso dos jogos eletrônicos dos últimos anos", este sucesso "veio ao lado de uma comunidade com reputação de comportamento tóxico". Uma pesquisa da Liga Antidifamação indicou que 76% dos jogadores já tiveram alguma experiência de assédio dentro do jogo.
A Riot Games reconheceu o problema e respondeu que apenas uma pequena parte dos jogadores do jogo são consistentemente tóxicos. De acordo com Jeffrey Lin, o designer-chefe de sistemas sociais na Riot Games, a maioria dos comportamentos negativos é cometida por jogadores "ocasionalmente agindo fora do seu normal". Vários sistemas foram implementados para tentar resolver o problema. Uma dessas medidas é a funcionalidade básica de denúncia, onde os jogadores podem denunciar colegas de equipe ou adversários que violem o código de ética do jogo. O chat dentro do jogo também é monitorado por algoritmos que detectam diversos tipos de abuso. Um dos primeiros sistemas era o "Tribunal" — os jogadores que atendiam a certos requisitos eram capazes de revisar os relatórios enviados à Riot. Se um número suficiente de jogadores determinasse que as mensagens eram uma violação, um sistema automatizado os puniria. Lin disse que eliminar a toxicidade era uma meta irreal e que o foco deveria ser recompensar o bom comportamento do jogador. Para esse efeito, a Riot retrabalhou o "sistema de honra" do jogo em 2017, permitindo que os jogadores honrassem companheiros de equipe com medalhas virtuais após as partidas, por um dos três atributos positivos. A aquisição dessas medalhas aumenta o "nível de honra" do jogador, recompensando-o com loot boxes gratuitas ao longo do tempo.

## No esporte eletrônico

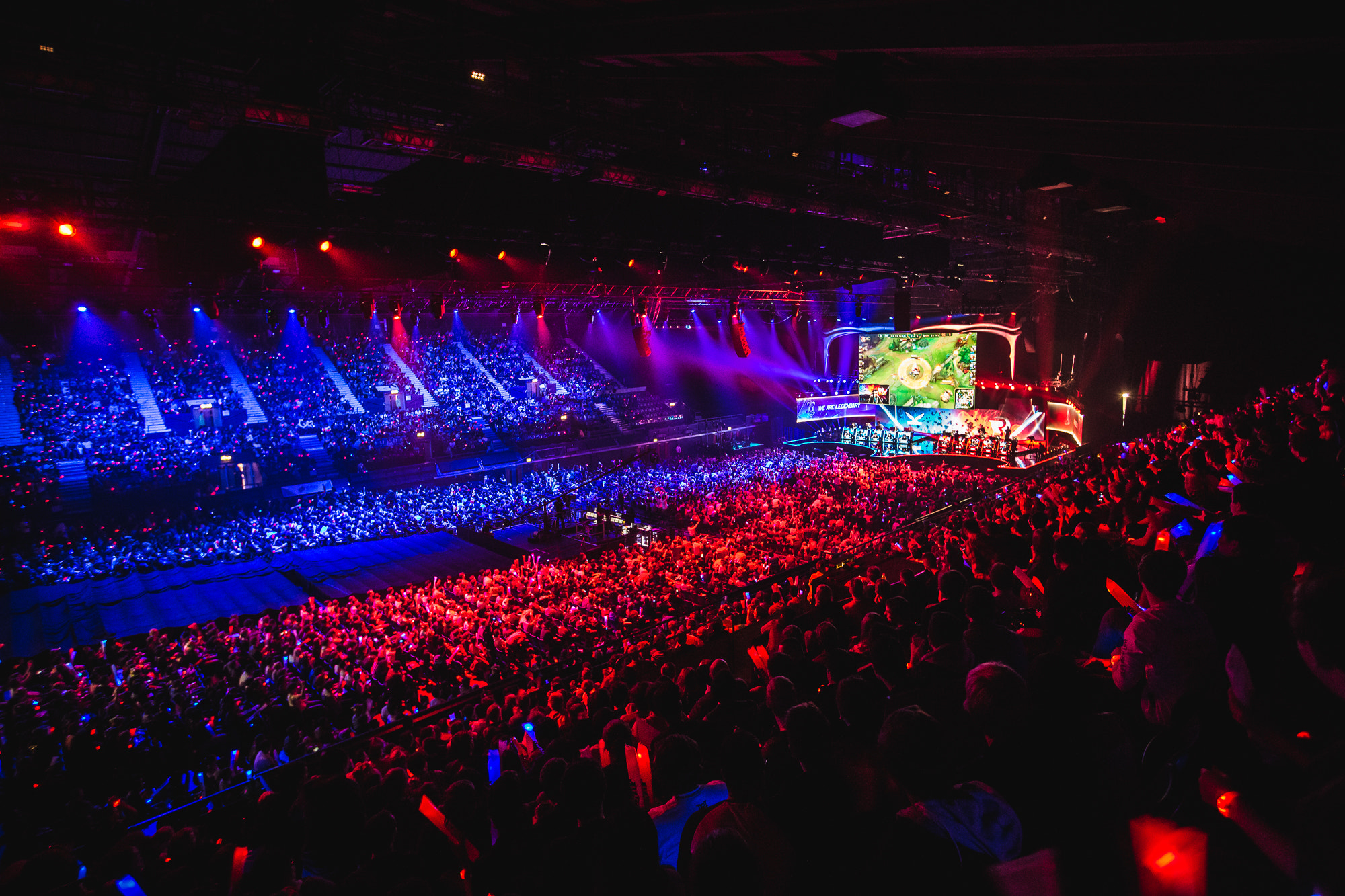
A final do Campeonato Mundial de League of Legends de 2015 em Berlim

League of Legends é um dos maiores esportes eletrônicos do mundo, descrito pelo The New York Times como uma "atração principal". A audiência on-line e o comparecimento do público aos eventos de esportes eletrônicos do jogo superaram os da National Basketball Association (NBA), da World Series e da Stanley Cup em 2016. Para as finais do Campeonato Mundial de League of Legends de 2020 e 2021, a Riot Games relatou 45 e 73 milhões de pico de espectadores simultâneos, respectivamente. A Harvard Business Review disse que League of Legends sintetizou o nascimento da indústria de esportes eletrônicos.
Até abril de 2021, a Riot Games operava 12 ligas regionais internacionalmente, quatro das quais — China, Europa, Coreia e América do Norte — tinham sistemas de franquia. Em 2017, esse sistema era composto por 109 equipes e 545 jogadores. Os jogos das ligas são tipicamente transmitidos ao vivo em plataformas como a Twitch e YouTube. A empresa vende direitos de streaming para o jogo; os playoffs da liga norte-americana são transmitidos na televisão a cabo pela rede de esportes ESPN. Na China, os direitos de transmissão de eventos internacionais como o Campeonato Mundial e o Mid-Season Invitational foram vendidos para Bilibili no final de 2020 por um acordo de três anos supostamente no valor de 113 milhões de dólares, enquanto os direitos de transmissão exclusivos para as ligas nacionais e regionais são propriedade de Huya Live. Os jogadores profissionais mais bem pagos do jogo receberam salários acima de 1 milhão de dólares — três vezes mais do que os jogadores mais bem pagos de Overwatch. O cenário atraiu investimentos de empresários não associados aos esportes eletrônicos, como o jogador de basquete aposentado Rick Fox, que fundou seu próprio time; em 2020, a vaga de seu time na liga norte-americana foi vendida para a organização Evil Geniuses por 33 milhões de dólares. No Brasil, o Campeonato Brasileiro de League of Legends é transmitido pelo canal de televisão por assinatura SporTV desde 2017.

## Spin-offse outras mídias

### Jogos
No 10º aniversário de League of Legends em 2019, a Riot Games anunciou vários jogos em vários estágios de desenvolvimento, que estavam diretamente relacionados à propriedade intelectual (IP) de League of Legends. Uma versão autônoma de Teamfight Tactics foi anunciada para plataformas móveis iOS e Android e lançada em março de 2020. O jogo possui jogabilidade multiplataforma com os jogadores de Windows e macOS. Legends of Runeterra, um jogo digital de cartas colecionáveis gratuito, foi lançado em abril de 2020 para Microsoft Windows; apresenta personagens de League of Legends. League of Legends: Wild Rift é uma versão do jogo para dispositivos móveis Android e iOS, e para consoles não especificados. Em vez de ser um porte de League of Legends, os modelos de personagens e ambientes de Wild Rift foram totalmente reconstruídos. Um jogo de RPG baseado em turnos para um jogador, Ruined King: A League of Legends Story, foi lançado em 2021 para PlayStation 4, PlayStation 5, Xbox One, Xbox Series X/S, Nintendo Switch e Windows. Foi o primeiro título lançado pelo braço editorial da Riot Games, Riot Forge, no qual os estúdios não pertencentes à Riot desenvolvem jogos usando personagens de League of Legends. Em dezembro de 2020, Greg Street, vice-presidente de IP e entretenimento da Riot Games, anunciou que um massively multiplayer online role-playing game (MMORPG) está em desenvolvimento. Song of Nunu: A League of Legends Story, um jogo de aventura em terceira pessoa que gira em torno da busca do campeão Nunu por sua mãe, com a ajuda do iéti Willump, foi anunciado com um lançamento planejado para 2022. Ele está sendo desenvolvido pela Tequila Works, os criadores do jogo Rime.

### Música
O primeiro embarque da Riot Games na música foi em 2014 com a banda virtual de heavy metal Pentakill, promovendo uma linha de skins com o mesmo nome. Pentakill é composto por sete campeões, e sua música foi feita principalmente pela equipe de música interna da Riot Games, mas contou com participações especiais do baterista do Mötley Crüe, Tommy Lee, e Danny Lohner, um ex-membro da banda de rock industrial Nine Inch Nails. Seu segundo álbum, Grasp of the Undying, alcançou a primeira posição nas paradas de metal do iTunes em 2017.
Pentakill foi seguido por K/DA, um grupo feminino virtual de K-pop composto por quatro campeões. Tal como acontece com Pentakill, K/DA é um material promocional para uma linha de skins com o mesmo nome. O single de estreia do grupo, "Pop/Stars", que estreou no Campeonato Mundial de League of Legends de 2018, atraiu mais de 400 milhões de visualizações no YouTube e despertou o interesse de pessoas não familiarizadas com League of Legends. Após um hiato de dois anos, a Riot Games lançou um segundo single do K/DA, intitulado "The Baddest", em agosto de 2020.
Em 2019, a Riot criou um grupo virtual de hip hop chamado True Damage, apresentando os campeões Akali, Yasuo, Qiyana, Senna e Ekko. Os vocalistas executaram uma versão ao vivo da canção de estreia do grupo, "Giants", durante a cerimônia de abertura do Campeonato Mundial de League of Legends de 2019, ao lado de versões holográficas de seus personagens. Cosméticos dentro do jogo, promovidos pelo videoclipe, contaram com uma colaboração com a casa de moda Louis Vuitton.

### Quadrinhos
Em 2018, a Riot anunciou uma colaboração com a Marvel Comics. A Riot já havia experimentado lançar histórias em quadrinhos por meio de seu site. Shannon Liao, do The Verge, observou que os quadrinhos eram "uma rara oportunidade para a Riot mostrar seus anos de tradição que muitas vezes apareceu como uma reflexão tardia". O primeiro quadrinho, intitulado League of Legends: Ashe—Warmother, estreou em 2018, sendo seguido por League of Legends: Lux no mesmo ano. Uma versão impressa deste último foi lançada em 2019.

### Série de televisão
Em um vídeo postado para comemorar o décimo aniversário de League of Legends, a Riot anunciou uma série de televisão animada, intitulada Arcane, a primeira produção da empresa para a televisão. Arcane foi um esforço colaborativo entre a Riot Games e o estúdio de animação Fortiche Productions. Em uma entrevista ao The Hollywood Reporter, o chefe de desenvolvimento criativo Greg Street disse que a série "não é um show alegre. Existem alguns temas sérios que exploramos lá, então não queremos que as crianças sintam e esperem algo que não é." A série é ambientada na cidade utópica de Piltover e sua cidade irmã subterrânea e oprimida, Zaun. Foi programada para ser lançada em 2020, mas foi adiada por causa da pandemia de COVID-19. Em 6 de novembro de 2021, Arcane estreou na Netflix após o Campeonato Mundial de League of Legends de 2021, e esteve disponível através da Tencent Video na China. A série foi aclamada pela crítica após o seu lançamento, com Rafael Motomayor, da IGN, perguntando-se retoricamente se a série havia marcado o fim da "maldição da adaptação de jogos eletrônicos". É estrelada por Hailee Steinfeld como Vi, Ella Purnell como Jinx, Kevin Alejandro como Jayce, e Katie Leung como Caitlyn. Após o final da primeira temporada, a Netflix anunciou que uma segunda temporada está em desenvolvimento.